# Contigo Somos Democracia
Contigo Somos Democracia (CONTIGO) es un partido político español cuyo principal impulsor es José Enrique Aguar, el cual fundó el partido el 12 de julio de 2017 acompañado por varios cargos públicos contrarios «al giro a la derecha» de Ciudadanos.

## Historia
El origen de este partido se halla en la plataforma cívica Contigo, que inició su andadura en Valencia en 2017 impulsada por varios cargos públicos que abandonaron Ciudadanos descontentos con la deriva que, a su juicio, estaba tomando Ciudadanos, o fueron directamente expulsados de sus filas. En diciembre de 2017 celebraron en Madrid su primer Congreso Constituyente. Es considerada la formación heredera del Centro Democrático Liberal que se integró en las filas del partido naranja, siendo el CDL el único partido español de ámbito nacional hasta ese momento en estar integrado en ALDE y en la Internacional Liberal. Posteriormente al adherirse al partido de Albert Rivera este consiguió la afiliación a ALDE. En febrero de 2017 el que había sido exvicepresidente del CDL, José Enrique Aguar Vila, dimite de todos sus cargos y se da de baja de militancia en C´s, a partir de entonces varios cargos y militantes de C´s le seguirán.
Tras las Elecciones municipales de 2019, consiguió alcalde en tres municipios: Domingo Pérez (Toledo), Gátova (Valencia) y Tubilla del Agua (Burgos), acuerdos de gobierno en los municipios de: Puebla de Vallbona (Valencia), Vitigudino (Salamanca), Almoradí (Alicante), Gelves (Sevilla) y Talayuela (Cáceres), así como concejales en las poblaciones de: Coristanco (La Coruña), Ronda (Málaga), Torrejón del Rey (Guadalajara), Santas Martas (León) y El Casar (Guadalajara).
En febrero de 2022 se realizó el II Congreso Estatal, renovando como Presidente José Enrique Aguar Vila y elegida la nueva Ejecutiva Estatal con: Vicepresidente 1.º Antonio Jiménez, Vicepresidenta 2.ª Yolanda Ramírez, Secretaria General Yolanda Santos, Secretaria de Organización Gisela Ortiz, Secretaria de Finanzas Olympia Fernández, Secretario de Igualdad diversidad e inclusión Yeray León, Secretario de Educación y Deportes Carlos San José, Secretario de Comunicación, Redes e Imagen Juan Valentín Carrasco, Secretario de Infraestructuras e Industria Edelmiro García, Secretario de Política Municipal y Territorio Antonio Blanco, Secretario de Seguridad Ciudadana y Administraciones Públicas José Marín Alcaina, Secretaria de Juventud Marta Álvarez, Secretaria de Cultura Covadonfa Velert, Secretario de Comercio, Pymes y Autónomos Bernardo Jiménez y Vocales Katherina Santana, Carmen Llopes y Raúl Prats.

## Elecciones autonómicas de España de 2023

### Elecciones a las Cortes Valencianas de 2023
Se presentan dentro de la coalición Coalición Unidos (en valenciano, « Coalició Units»), más conocida simplemente como Units, es una coalición política española de ámbito valenciano, creada por Contigo Somos Democracia, Lo Nostre y Valencia Unida. Coalición electoral para participar conjuntamente en las Elecciones a las Cortes Valencianas de 2023.

## Elecciones municipales de España de 2023
En las elecciones municipales de España de 2023 el partido CONTIGO Somos Democracia se presenta en varias  poblaciones de Andalucía, donde consigue concejal en Gelves, Comunidad Valenciana, consigue concejales en Gátova  y en Casinos, En las Islas Canarias, consiguiendo concejal en Antigua, Comunidad de Madrid, consiguiendo concejales en Paracuellos, Moralzarzal y Villarejo de Salvanés (Donde consigue la alcaldía), En Castilla-La Mancha consiguiendo concejales en Torrejón del Rey, El Casar - Mesones y Caspueñas. También se presentaron en Castilla y León, Galicia y Región de Murcia.